# Оссі Вяянянен
О́ссі Вя́янянен (фін. Ossi Väänänen; 18 серпня 1980, м. Вантаа, Фінляндія) — фінський хокеїст, захисник. 
Вихованець хокейної школи «Йокеріт» (Гельсінкі). Виступав за «Йокеріт» (Гельсінкі), «Фінікс Койотс», «Колорадо Аваланш», «Юргорден» (Стокгольм), «Філадельфія Флайєрс», «Ванкувер Канакс», «Динамо» (Мінськ), «Йокеріт» (Гельсінкі).
В чемпіонатах НХЛ — 479 матчів (13+55), у турнірах Кубка Стенлі — 20 матчів (0+1). В чемпіонатах Фінляндії — 339 матчів (13+51), у плей-оф — 51 матч (3+9). В чемпіонатах Швеції — 45 матчів (7+8), у плей-оф — 5 матчів (0+0).
У складі національної збірної Фінляндії учасник зимових Олімпійських ігор 2002 і 2014 (8 матчів, 0+3); учасник чемпіонатів світів 2001, 2003, 2005, 2008, 2011, 2012 і 2013 (52 матчі, 1+10), учасник Кубка світу 2004 (4 матчі, 1+2). У складі молодіжної збірної Фінляндії учасник чемпіонатів світу 1999 і 2000. У складі юніорської збірної Фінляндії учасник чемпіонату Європи 1998.
Досягнення
- Бронзовий призер зимових Олімпійських ігор (2014)
- Чемпіон світу (2011), срібний призер (2001), бронзовий призер (2008)
- Фіналіст Кубка світу (2004)
- Срібний призер чемпіонату Фінляндії (2000, 2005, 2012), бронзовий призер (2012)
- Срібний призер юніорського чемпіонату Європи (1998).